# Comté de Pawnee (Kansas)
Pour les articles homonymes, voir Comté de Pawnee.
Le comté de Pawnee est l’un des 105 comtés de l’État du Kansas, aux États-Unis. Fondé le 26 février 1867, il porte le nom d’une ethnie amérindienne.
Siège et plus grande ville : Larned.

## Géolocalisation
| Comté de Ness     | Comté de Rush   | Comté de Barton   |
| Comté de Hodgeman | Comté de Pawnee | Comté de Stafford |
|                   | Comté d’Edwards |                   |